# 쿠피야

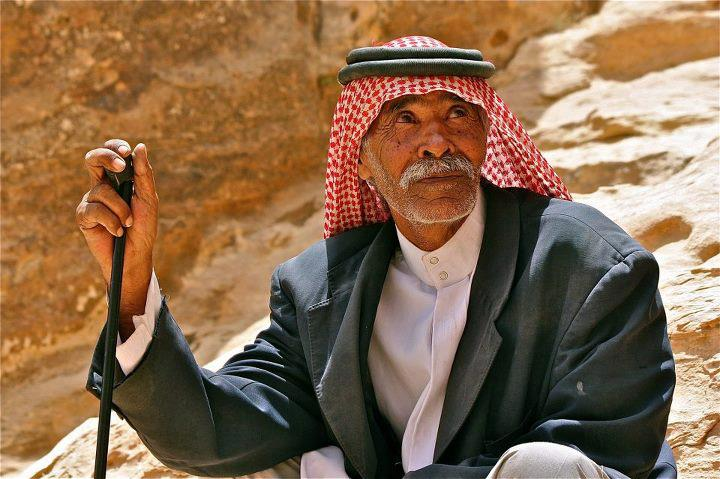
쿠피야를 쓰고 있는 노인의 모습

쿠피야(아랍어: كوفية, kūfiyyah, plural كوفيات, kūfiyyāt) 또는 케피예/카피예(Keffiyeh/Kaffiyeh)는 일반적으로 무명으로 만들어진 마슈리크 지역의 전통적인 머리장식이다. 쉬마그((ya)shmagh, 어원: 튀르키예어: yaşmak "묶인 것"), 구트라(ghutrah, (غترة)), 하타(حطّة. ḥaṭṭah), 마사다(مشدة) 등으로도 불린다. 다양한 모양으로 착용할 수 있으며, 건조기후 지역(특히 중동)에서는 태양광(적외선과 자외선)과 모래 바람을 막기 위해서 사용한다. 이것의 독특하게 짜여진 무늬는 고대 메소포타미아의 곡물 이삭이나 그물모양에 기인한다.

## 같이 보기
- 크러마
- 탈리트
- 터번